# وداعا إفريقيا (فلم)
وداعا أفريقيا (بالإيطالية: Africa Addio)، هُو فيلم موندو وثائقي إيطالي صدر سنة 1966، وقد أخرجه وكتب نصه المُخرجان Gualtiero Jacopetti وFranco Prosperi، بينما أنتج ريز أورتولاني موسيقى الفيلم. يتحدث الفيلم عن فترة انتهاء مرحلة الاستعمار في أفريقيا.

## وصلات خارجية
وداعا إفريقيا على موقع IMDb (الإنجليزية)
- وداعا إفريقيا على موقع روتن توميتوز (الإنجليزية)
- وداعا إفريقيا على موقع Turner Classic Movies (الإنجليزية)
- وداعا إفريقيا على موقع أول موفي (الإنجليزية)
- وداعا إفريقيا على موقع فيلمافينيتي (الإسبانية)
- وداعا إفريقيا على موقع قاعدة بيانات الأفلام السويدية (السويدية)
- وداعا إفريقيا على موقع قاعدة بيانات الفيلم (الإنجليزية)
- وداعا إفريقيا على موقع ليتربوكسد (الإنجليزية)
- وداعا إفريقيا على موقع كينوبويسك (الروسية)